# Beris pulchripennis
Beris pulchripennis är en tvåvingeart som beskrevs av Frey 1960. Beris pulchripennis ingår i släktet Beris och familjen vapenflugor.
Artens utbredningsområde är Myanmar. Inga underarter finns listade i Catalogue of Life.